# بلحسنات
بلحسنات یک منطقهٔ مسکونی در الجزایر است که در ناحیه بومرداس واقع شده‌است. بلحسنات ۳ کیلومتر مربع مساحت دارد ۲۷۰ متر بالاتر از سطح دریا واقع شده‌است.